# 延命寺 (川越市)
延命寺（えんめいじ）は、埼玉県川越市にある天台宗の寺院。

## 歴史
延文年間（1356年 - 1361年）、元二遍公によって開山された。当初は「興学寺」という禅宗の寺であったが、慶長年間（1596年 - 1615年）に天台宗に転宗した。
その後、寛永年間（1624年 - 1644年）に天海によって、現在の「延命寺」に改称となった。

## 交通アクセス
- 笠幡駅より徒歩5分。